# Arnsdorf
Arnsdorf ist ein Ort und der Verwaltungssitz der gleichnamigen Gemeinde im Landkreis Bautzen. Der Ort liegt nahe der Stadt Radeberg und etwa 15 Kilometer von der sächsischen Landeshauptstadt Dresden entfernt.

## Geographie

### Nachbargemeinden
Angrenzende Gemeinden sind die Städte Großröhrsdorf und Radeberg sowie die Gemeinde Großharthau im Landkreis Bautzen, Dürrröhrsdorf-Dittersbach und die Stadt Stolpen im Landkreis Sächsische Schweiz-Osterzgebirge sowie die kreisfreie Stadt Dresden.

### Gemeindegliederung
Die Gemeinde gliedert sich in die vier Gemeindeteile:
- Arnsdorf; 7,80 km²; 3132 Einwohner (Stand: 27. Juni 2024)
- Fischbach; 11,11 km²; 1030 Einwohner (Stand: 27. Juni 2024)
- Kleinwolmsdorf; 10,57 km²; 488 Einwohner (Stand: 27. Juni 2024)
- Wallroda; 6,31 km²; 438 Einwohner (Stand: 27. Juni 2024)

Die ehemals eigenständigen Gemeinden Fischbach und Wallroda wurden im Zuge der Gebietsreform am 1. Januar 1999 in die Gemeinde Arnsdorf eingegliedert.
Kleinwolmsdorf war bereits am 1. April 1974 nach Arnsdorf eingemeindet worden.

## Geschichte

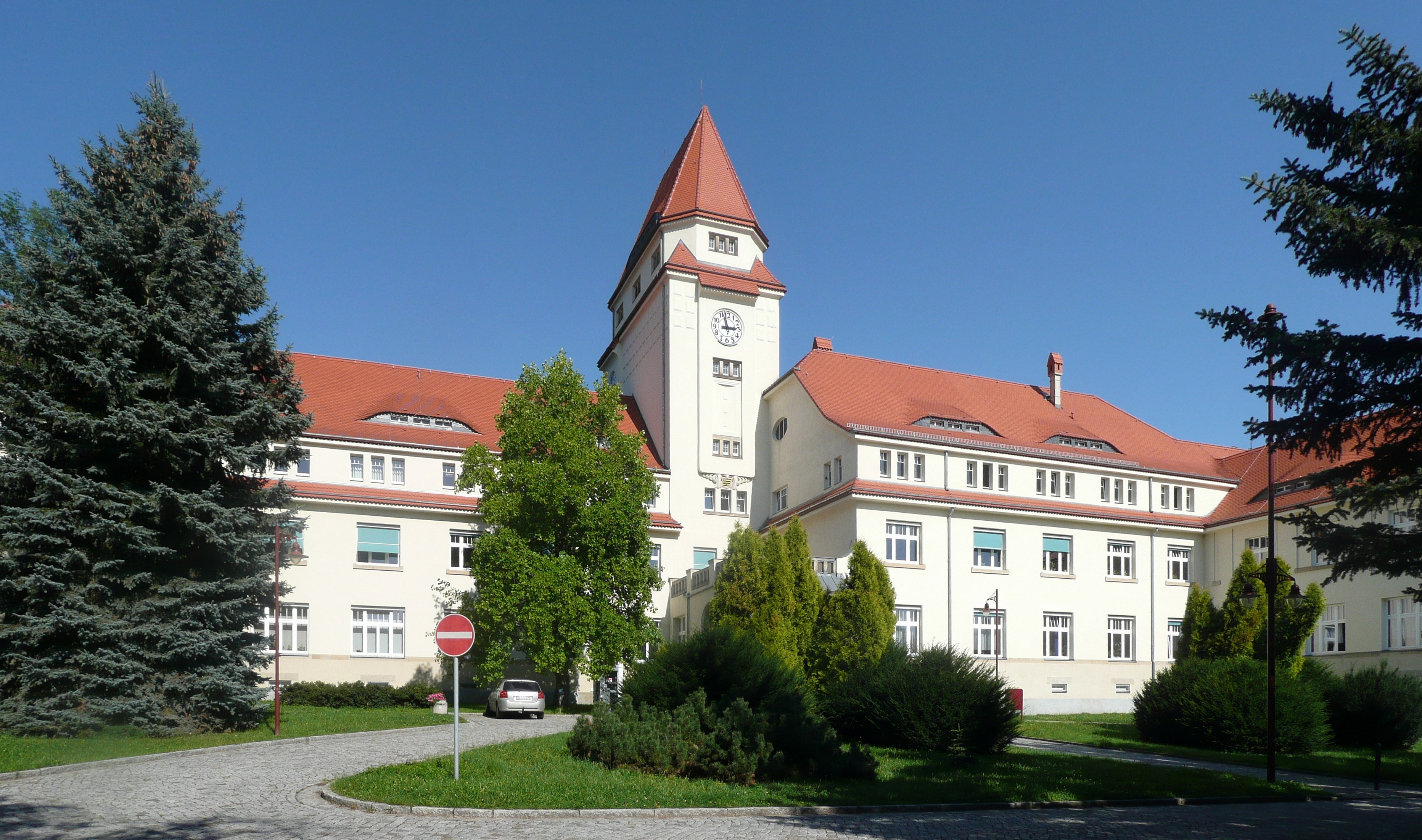
Verwaltungsgebäude des Sächsischen Krankenhauses Arnsdorf

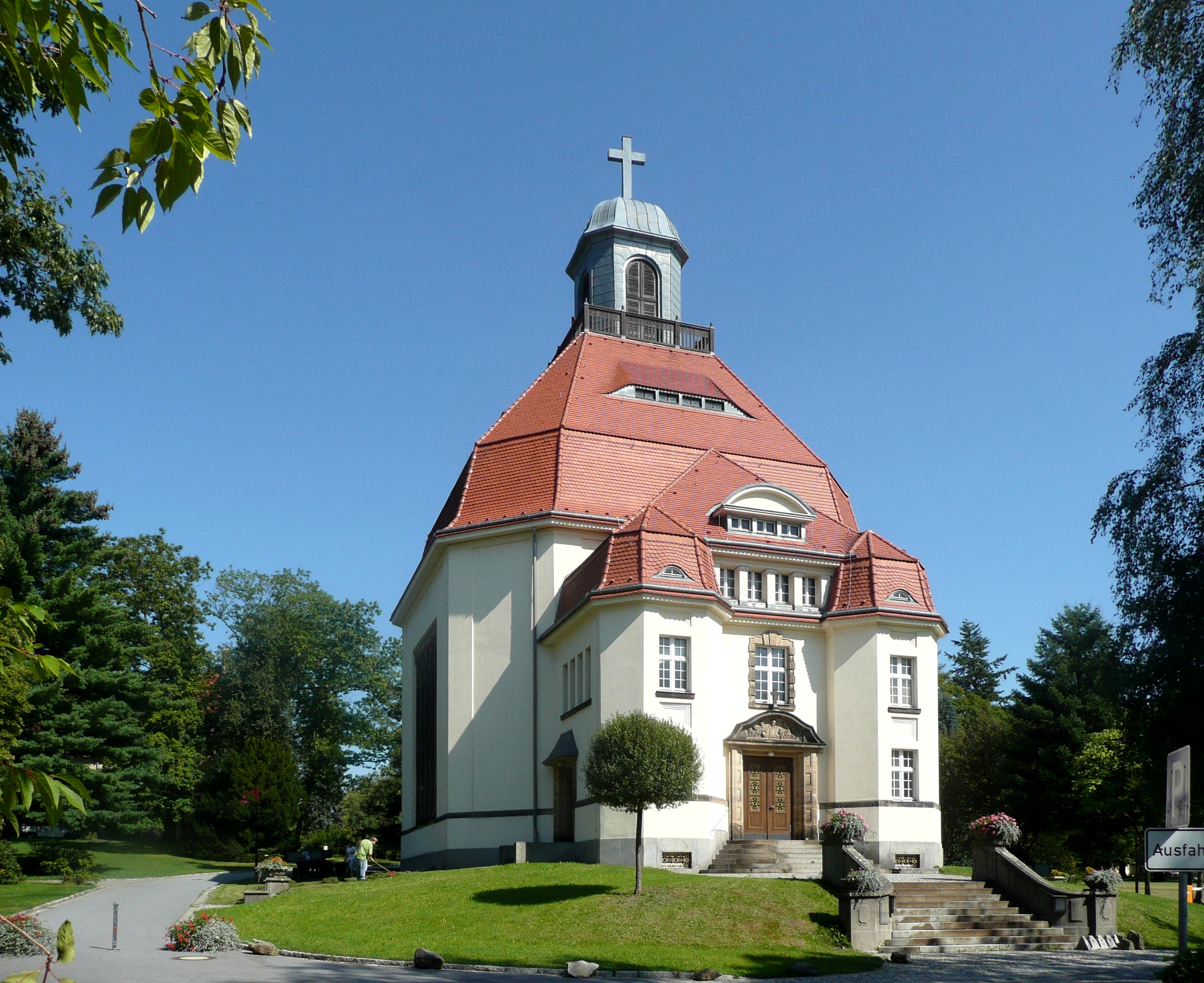
Die im Jugendstil erbaute Anstaltskirche des Sächsischen Krankenhauses Arnsdorf

Im 12. Jahrhundert gründeten Siedler aus dem fränkisch-thüringischen Raum das Waldhufendorf Arnsdorf. Zwischen dem Tanneberg und den sumpfigen Niederungen der Schwarzen Röder wurde die Besiedlungsfläche zu beiden Seiten des Dorfbaches aufgeteilt. Den Mittelpunkt der Ansiedlung bildeten das Erbgericht, die Kirche und später noch die Schule. Mit dem Anlegen von Steuerlisten durch den meißnischen Markgraf Friedrich III., dem Strengen (1332 bis 1381), wird „Arnoldistorf“ (Arnsdorf), genauso wie viele umliegende Orte, zum ersten Mal 1349/51 urkundlich erwähnt.
1551 hatte das Dorf 26 besessene Mann und 43 Inwohner. Die Dörfler lebten vorwiegend von der Landwirtschaft und der Fischzucht, 1813 waren noch 46 Teiche vorhanden. Nach 1815 wurde Torf im Karswald abgebaut.
Mit Radeberg und Stolpen war Arnsdorf durch die „Alte Salz- bzw. Böhmische Glasstraße“ verbunden. Nur langsam stieg die Zahl der Einwohner. 1633 betrug sie etwa 300 Personen. Kriege, in deren Folge oft Hungersnot und Krankheiten auftraten, brachten immer wieder Rückschläge. So brannten 1631 die Kirche, das Erbgericht und eine Reihe Anwesen des Mitteldorfes ab. In den folgenden Jahren wütete die Pest. 1834 hatte Arnsdorf 512 Einwohner.
Am 21. Dezember 1845 wurde die Eisenbahnstrecke Dresden–Bischofswerda der Sächsisch-Schlesischen Eisenbahn eingeweiht. Die Züge hielten am Haltepunkt Fischbach. Noch heute erinnert der Flurname „Alter Bahnhof“ daran. Am 15. Oktober 1875 wurde der Arnsdorfer Bahnhof eröffnet. Als Eisenbahnknotenpunkt der Linien Görlitz–Dresden und Kamenz–Pirna bekam der Ort eine günstige Verkehrslage. Betriebe der Holz-, Metall- und Glasbranche siedelten sich an. Die Wandlung vom reinen Bauerndorf zum Industrie- und Wohnort begann.
Die Bebauung des Geländes um den Bahnhof und die Einrichtung der Glashüttensiedlung ließ die Zahl der Einwohner bis 1910 auf 1.773 ansteigen.
Zwischen den beiden Weltkriegen wurden die heutige Karswaldsiedlung, die Dr.-Kurt-Fischer-Siedlung, Randsiedlung und die Häuser um den Markt erbaut.

### Anstalt
Den Höhepunkt der Entwicklung bildete die Eröffnung der Königlich-Sächsischen Heil- und Pflegeanstalt Arnsdorf am 1. April 1912, die heute als Sächsisches Krankenhaus Arnsdorf eine der größten Sachsens ist und für einen überdurchschnittlichen Bekanntheitsgrad Arnsdorfs in Ostsachsen sorgt. In der Zeit des Nationalsozialismus waren Arnsdorfer Psychiater und Pflegepersonal an NS-Krankenmorden beteiligt. Die Anstalt, die auch eine Ausbildungsstätte für Schwestern „unter der Hagallrune“ war, diente in der Aktion T4 als Zwischenanstalt für die Tötungsanstalt Pirna-Sonnenstein, wobei über 2600 Patienten aus und über Arnsdorf nach Pirna verlegt und ermordet wurden.

### Einwohnerentwicklung

Einwohnerentwicklung von Arnsdorf von 1871 bis 2017 nach nebenstehender Tabelle

| Jahr | Einwohner |
| ---- | --------- |
| 1633 | etwa 300  |
| 1834 | 512       |
| 1910 | 1773      |
| 1998 | 5220      |
| 1999 | 5148      |
| 2000 | 5052      |

| Jahr | Einwohner |
| ---- | --------- |
| 2001 | 4971      |
| 2002 | 4948      |
| 2003 | 4953      |
| 2004 | 4940      |
| 2007 | 4844      |
| 2009 | 4707      |

| Jahr | Einwohner |
| ---- | --------- |
| 2011 | 4649      |
| 2013 | 4769      |
| 2015 | 4760      |
| 2017 | 4910      |
| 2020 | 4853      |
| 2023 | 5049      |

## Politik

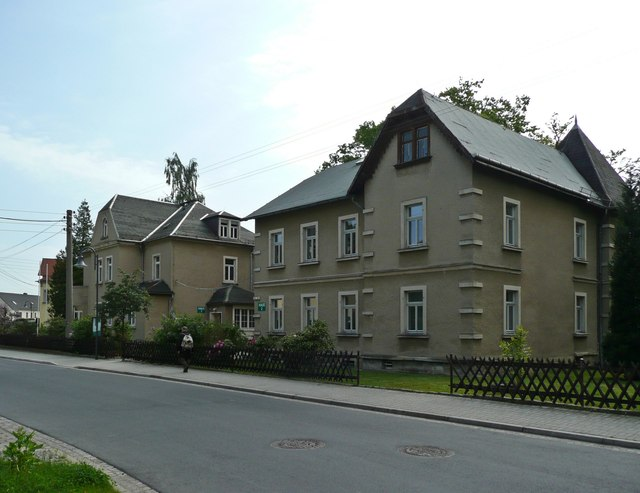
Blick auf die Gemeindeverwaltung

- Linke: 1
- ZAG: 5
- BF: 2
- CDU: 4
- AfD: 4

### Gemeinderat
Seit der Gemeinderatswahl am 9. Juni 2024 verteilen sich die 16 Sitze des Gemeinderates folgendermaßen auf die einzelnen Gruppierungen:
- Zukunftsinitiative Arnsdorfer Gemeinde: 5 Sitze
- AfD: 4 Sitze
- CDU: 4 Sitze
- Bürgerforum e. V. (BF): 2 Sitze
- Linke: 1 Sitz

| Liste                                  | 2024   | 2024   | 2019   | 2019   | 2014   | 2014   |
| Liste                                  | Sitze  | in %   | Sitze  | in %   | Sitze  | in %   |
| -------------------------------------- | ------ | ------ | ------ | ------ | ------ | ------ |
| Zukunftsinitiative Arnsdorfer Gemeinde | 5      | 28,7   | –      | –      | –      | –      |
| AfD                                    | 4      | 28,4   | 5      | 29,7   | –      | –      |
| CDU                                    | 4      | 27,1   | 5      | 29,9   | 6      | 37,7   |
| Bürgerforum e. V.                      | 2      | 12,5   | 6      | 40,4   | 8      | 50,8   |
| Linke                                  | 1      | 3,3    | –      | –      | 2      | 11,5   |
| Wahlbeteiligung                        | 71,5 % | 71,5 % | 68,1 % | 68,1 % | 50,5 % | 50,5 % |

### Bürgermeister
Im Oktober 2020 wurde Frank Eisold (CDU) im zweiten Wahlgang zum Bürgermeister der Gemeinde gewählt. Bürgermeisterin Martina Angermann (SPD/Bürgerforum) war zum 30. November 2019 auf eigenen Antrag wegen Dienstunfähigkeit in den Ruhestand versetzt worden. Zuvor hatte sie jahrelang rechtsradikale Hetze und Anfeindungen gegen sie sowie einen Abwahlantrag der AfD im Gemeinderat erlebt. Sie war seit 2001 im Amt.
| Wahl | Bürgermeister     | Vorschlag         | Wahlergebnis (in %) |
| ---- | ----------------- | ----------------- | ------------------- |
| 2020 | Frank Eisold      | CDU               | 48,0                |
| 2015 | Martina Angermann | Bürgerforum e. V. | 75,2                |
| 2008 | Martina Angermann | Bürgerforum e. V. | 73,4                |
| 2001 | Martina Angermann | Bürgerforum e. V. | 53,8                |
| 1994 | Wolfgang Domer    | CDU               | 69,3                |

### Wappen
Die Entstehung des Wappens geht in die Mitte der 1970er Jahre zurück. In Vorbereitung der 750-Jahr-Feier im Jahr 1975 wurde der Entwurf erstellt. Der damalige Gemeinderat und die Volksvertretung der Gemeinde Arnsdorf wollten das Wappen einführen. Zu einer behördlichen Genehmigung ist es jedoch nicht gekommen. Trotzdem fand seit dieser Zeit dieser Entwurf häufige Verwendung. Briefköpfe der Gemeinde zeigten das Bild des Wappens. Das Wappen in seiner jetzigen Form ist in Abstimmung mit dem Sächsischen Staatsarchiv an die geltenden Richtlinien angepasst und am 15. Oktober 2013 vom Bautzener Landrat genehmigt worden.
| Wappen von Arnsdorf | Blasonierung: „Halbgespalten und geteilt mit einem Mittelschild; vorn oben in Grün zwei sturzsparrenweise angeordnete goldene Getreideähren; hinten oben in Silber ein roter Äskulapstab; unten in Rot ein silbernes Zahnrad; im silbernen Mittelschild mit blauem Schildbord garbenweise drei blaue Fische.“ |
| Wappen von Arnsdorf | Wappenbegründung: Die Ähren stehen für die Landwirtschaft, der Äskulapstab für das Landeskrankenhaus für Neurologie und Psychiatrie Arnsdorf und das Zahnrad steht für die ortsansässige Industrie. Die Fische im Zentrum des Wappens sind auch im Arnsdorfer Siegel zu finden und damit der älteste Teil des Wappens. Fische daher, da Arnsdorf früher zum überwiegenden Teil aus Teichgebieten bestand und Fischzucht betrieben wurde. |

### Partnergemeinde
Seit 1990 ist Denzlingen im Schwarzwald die Partnergemeinde von Arnsdorf.

## Kultur und Sehenswürdigkeiten

### Bauwerke
- die Dorfkirche mit dem eingemauerten Sühnekreuz in der FriedhofsmauerDorfkirche Arnsdorf mit Mauerwall und separatem Glockenhaus

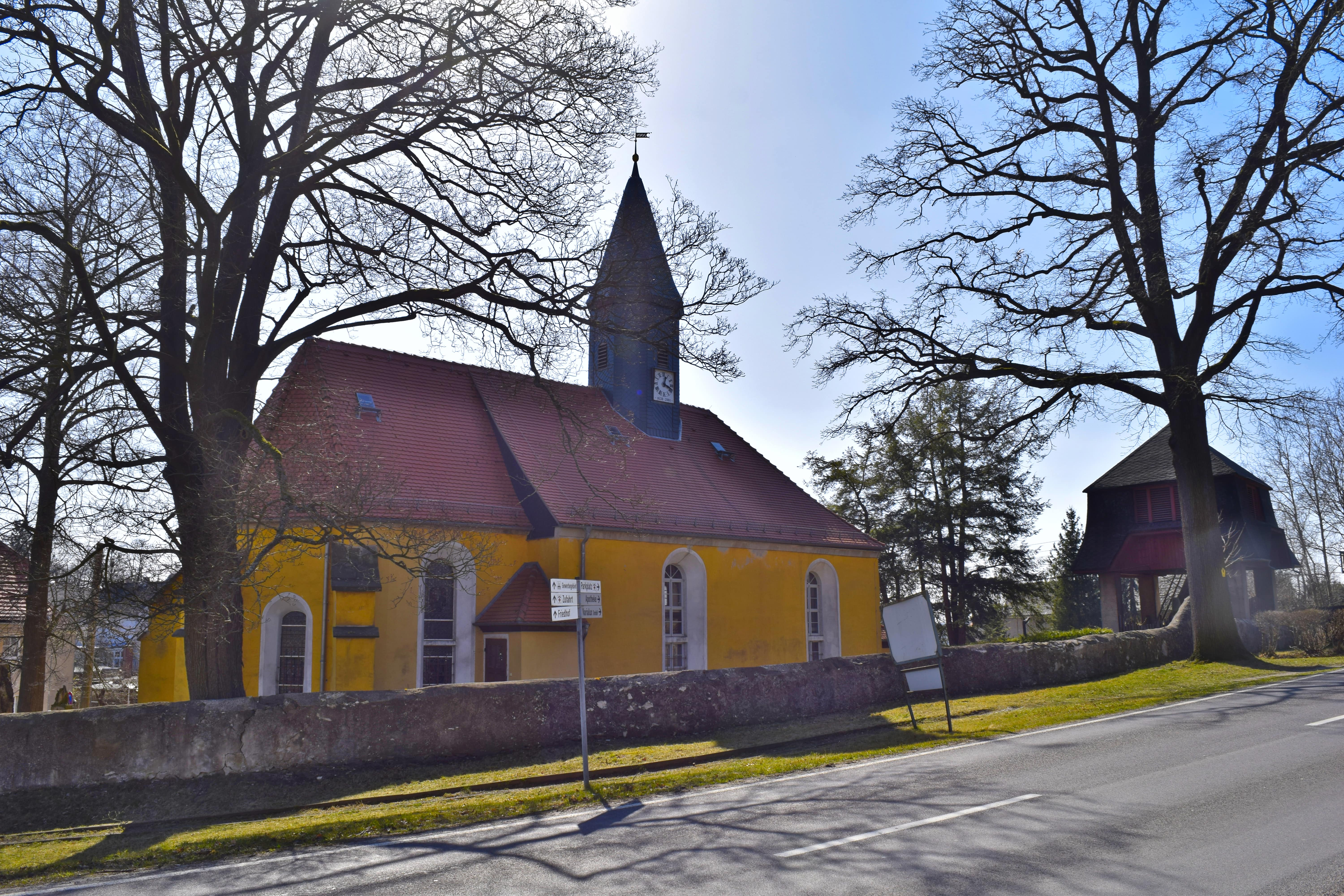
Dorfkirche Arnsdorf mit Mauerwall und separatem Glockenhaus

- die rekonstruierte Krankenhauskirche (Jugendstil)
- die drei Zwölfeckhäuser, ein Beispiel für experimentelle Architektur der 1970er Jahre in der DDR
- verschiedene bäuerliche Anwesen

### Kulturdenkmale
- Siehe: Liste der Kulturdenkmale in Arnsdorf

### Gedenkstätten
- Auf dem Friedhof des Ortsteils Fischbach befindet sich das Gemeinschaftsgrab mit Gedenkstein zur Erinnerung an zwei unbekannte polnische und drei deutsche KZ-Häftlinge, die im April 1945 bei einem Todesmarsch des Groß-Rosener Außenlagers Niesky von SS-Männern ermordet wurden.

### Naturschutz
Unter Naturschutz stehen einige alte Bäume sowie der Krankenhauspark.

### Naturdenkmale
- Siehe: Liste der Naturdenkmale in Arnsdorf

### Sonstiges
Erwähnenswert ist das idyllisch gelegene Karswaldbad. Außerdem gibt es in Arnsdorf einen Karnevalsclub.

## Bildung
Die Gemeinde Arnsdorf verfügt über eine Grundschule. Des Weiteren ist die „Regenbogenschule“, eine Klinikschule, im Ort ansässig.

## Verkehr und Infrastruktur
Die wichtigste Straßenverbindung ist die Staatsstraße 159 nach Radeberg bzw. in östliche Richtung über Fischbach an die Bundesstraße 6.
Des Weiteren hat Arnsdorf einen Bahnhof an der Bahnstrecke Dresden–Bautzen–Löbau–Görlitz und an der ehemaligen Bahnstrecke Kamenz–Pirna. Das Streckenstück Arnsdorf–Pirna ist stillgelegt, das Bahnhofsgebäude und große Teile der einstigen Gleisanlagen abgebaut. Er wird von dem Trilex und, bedingt durch den Wiederaufbau der Arnsdorfer Kurve, einer Verbindung zur Reststrecke nach Kamenz, nur noch einem Zug der Mitteldeutschen Regiobahn bedient.

## Wirtschaft
Am östlichen Rand von Arnsdorf, unmittelbar an der S 159 gelegen, befindet sich seit 1993 das Gewerbegebiet „Seeligstädter Straße“.
Bekannte Unternehmen in Arnsdorf sind:
- Kirchhoff & Lehr, ein Hersteller kaltgewalzter Profile, der zur Tillmann-Gruppe gehört[15]
- die Feindreh GmbH, ehemals F&G Normteile Dresden GmbH, mit 100 Mitarbeitern und jährlich 12 Millionen Umsatz. Das Unternehmen stellt Präzisions- und Feindrehteile, Kontaktstifte und Kerbstifte her.[16]

## Persönlichkeiten

### Ehrenbürger
Im Juni 1933 wurde Martin Mutschmann (1879–1947), NSDAP-Gauleiter und Reichsstatthalter von Sachsen, zum Ehrenbürger der Gemeinde ernannt.

### Söhne und Töchter der Gemeinde
- Clemens Träber (1862–1938), Mitglied des sächsischen Landtages und Bürgermeister
- Georg Peter-Pilz (1907–1988), Schauspieler und Hörspielsprecher
- Hans Bunge (1919–1990), Regisseur und Dramaturg
- Wilhelm Knabe (1923–2021), Forstwissenschaftler und Politiker (Grüne)
- Lothar Kreiser (1934–2023), Professor für Klassische Logik und Logische Semantik
- Joachim Siebenschuh (* 1941), Synchronsprecher und Schauspieler
- Günter Beyersdorff (* 1945), Bibliothekar
- Gerulf Pannach (1948–1998), Liedermacher und Texter
- Jürgen Schütze (1951–2000), Bahnradsportler

### Personen, die in Arnsdorf gewirkt haben
- Friedrich Bernhard Störzner (1861–1933), Kantor und Lehrer in Arnsdorf, Verfasser einiger heimatkundlicher Bücher

## Verfilmungen
Die Anstalt war ein Thema des Dokumentarfilms Die Hölle von Ueckermünde – Psychiatrie im Osten von Ernst Klee aus dem Jahr 1993, der die mangelhaften Zustände in verschiedenen psychiatrischen Kliniken kurz nach der Deutschen Wiedervereinigung schildert.
Des Weiteren wurde in der MDR-Reihe Der Osten – entdecke wo du lebst 2014 ein Dokumentarfilm über die Klinik produziert.